# Sergio Kleiner
Sergio Kleiner (ur. 23 marca 1936 w Buenos Aires) – argentyński aktor telewizyjny, występujący w telenowelach i produkcjach meksykańskich.

## Życiorys
Zaczął aktorską karierę w wieku 21 lat, grając w sztukach teatralnych w Buenos Aires. W 1962 wyjechał w tournée po Ameryce Środkowej i Meksyku, gdzie grał główną rolę w sztuce teatralnej Burza jonosferyczna (Los padres terribles) Jeana Cocteau.
W 1968 zaczął grywać w telenowelach. Zagrał główne role w telenowelach Mujeres sin amor i Juventud divino tesoro. W tym samym roku zagrał tytułową postać Fando w filmie Alejandro Jodorowsky’ego Fando i Lis (Fando y Lis). 
Przez kolejne lata grał w produkcjach firmy Televisa, a w 1998 zaczął grywać w produkcjach TV Azteca, m.in.: Catalina i Sebastian.

## Filmy
- Fando y Lis (1968) jako Fando
- La generala (1971) jako El rubio
- Las reglas del juego (1971)
- Siempre hay una primera vez (1971)
- Niewiarygodna Inwazja (1971)
- Fin de fiesta (1972) jako Luis
- Apolinar (1972)
- Cinco mil dólares de recompensa (1974)
- Los doce malditos (1974)
- Krwawa Marlene (1979)
- Ya nunca más (1984) jako doktor
- Ni de aquí, ni de allá (1988) jako szpieg
- Morirse está en Hebreo (2005) jako Moishe

## Teatr
- Rainman (2010)
- Mi querida familia
- La malquerida
- Una esfingue llamada cordelia
- Soledad para cuatro
- Viento en las ramas del sasafras
- El presidente mañoso
- El gesticulador
- La vida es sueño
- La ronda de la hechizada
- Los dolores
- El pájaro azul
- Los padres terribles (1962)

## Telenowele

### Televisa
- Los caudillos (1968) jako Count Pablo Jovellanos
- Juventud divino tesoro (1968)
- Mujeres sin amor (1968)
- Mi amor por ti (1969)
- Lucia Sombra (1971) jako Aaron Siavinski
- Elisa (1979)
- Eclipse (1984) jako Atilio Greco
- Seducción (1986)
- Dulce desafío (1989)
- Alcanzar una estrella (1990) jako Fernando
- Muchachitas (1991) jako Alberto
- De frente al sol (1992) jako Adrián
- Más allá del puente (1994) jako Adrián
- Canción de amor (1996)
- Salud, dinero y amor (1997) jako Dr. Damián Zárate

### TV Azteca
- La casa del naranjo (1998)
- Catalina i Sebastian (1999) jako Gustavo Negrete
- Golpe bajo (2000) jako Gonzalo Montaño
- El amor no es como lo pintan (2000) jako Manuel Segovia
- Te amaré en silencio (2003) jako Arsenio
- Córka ogrodnika (La hija del jardinero) (2003) jako Lic. Ordóñez
- Ni una vez más (2005)
- Amor en Custodia  (2005) jako Santiago Achaval Urien
- Entre el Amor y el Deseo (2010) jako Sergio
- Quiéreme Tonto (2010)
- Kobieta Judasz  (2011-2012) jako Buenaventura Briceño
- Cielo Rojo (2011) jako Ángel Durán
- La Otra Cara del Alma (2012-2013)